# Hansjörg Wirz
Hansjörg Wirz (* 9. Juni 1943) ist ein ehemaliger Schweizer Leichtathlet. Von 1999 bis 2015 war er Präsident der European Athletic Association, des europäischen Leichtathletik-Verbandes.
Wirz gewann bei den Schweizer Meisterschaften im 400-Meter-Hürdenlauf in den Jahren 1968, 1969 und 1972. Bei den Europameisterschaften 1969 in Athen belegte er in 50,8 s den vierten Platz, bei den Olympischen Spielen 1972 in München schied er im Vorlauf aus. 1968 stellte er im Trikot von Stade Lausanne in 50,8 s seinen ersten Schweizer Landesrekord auf und verbesserte damit die acht Jahre alte Bestleistung von Bruno Galliker. Für den LC Schaffhausen startend, verbesserte er den Rekord 1969 auf 50,7 Sekunden. Seine elektronische Bestzeit von 50,78 s, die er 1972 in Zürich lief, wurde als Schweizer Rekord 1973 von Heinz Hofer unterboten.
Während seiner Karriere schloss Wirz sein Studium mit Abschlüssen in Marketing und Management ab und war in den nächsten Jahrzehnten im Sportmarketing tätig. Daneben wirkte er als Hürdenlauf-Nationaltrainer der Schweiz und als technischer Direktor des Schweizer Leichtathletikverbandes. Von 1994 bis 2000 war er Chef de Mission des Schweizer Olympiateams, ab 2000 bis 2006 war er Meeting-Direktor des Sportfestes Weltklasse Zürich.
Seit 1991 gehörte Wirz zum Council der European Athletic Association, ab 1995 war er Schatzmeister der EAA, von 1999 bis 2015 war er deren Präsident. Ebenfalls seit 1999 sitzt er als Vertreter Europas im Council der International Association of Athletics Federations, des Weltleichtathletikverbandes.